# Meyersche Dysplasie
Die Meyersche Dysplasie oder Dysplasia epiphysealis capitis femoris ist eine Auffälligkeit der Hüftkopfentwicklung in den ersten Lebensjahren mit spontaner Normalisierung im Verlauf weniger Jahre. Sie ist fraglich als bloße ungewöhnlich verlaufende Verknöcherung, Ossifikationsvariante, oder als milde Form einer Knochenfehlanlage (Dysplasie) der multiplen epiphysären Dysplasie, zu betrachten.
Sie ist ausschließlich auf die Hüftköpfe beschränkt und in der Regel beidseitig, manifestiert sich als verzögerte und unregelmäßige Verknöcherung der Hüftköpfe während des frühen Kindesalters. Da in der Regel keinerlei Beschwerden (Symptome) oder Bewegungsauffälligkeiten bestehen, handelt es sich in der Mehrzahl der Fälle um einen Zufallsbefund bei einer aus einem anderen Grund erfolgten Bildgebung.
Die Namensbezeichnung bezieht sich auf den Autor der Erstbeschreibung aus dem Jahre 1964 durch den dänischen Orthopäden Johannes Meyer.

## Verbreitung und Ursache
Das männliche Geschlecht ist fünfmal häufiger betroffen. Der Häufigkeitsgipfel liegt zwischen zwei und fünf Jahren. Bei gut der Hälfte sind beide Hüftköpfe betroffen.
Über die Ursache (Ätiologie) gibt es keine gesicherten Erkenntnisse. Es besteht eine familiäre Häufung.

## Klinische Erscheinungen
Klinische Kriterien sind:
- anfängliches Alter zwischen 2 und 5 Jahren
- ein- oder beidseitige abnorme Ossifikation der proximalen Femurepiphyse: die Knochenkerne erscheinen zu spät, sind zu klein, abgeflacht, deformiert und (seltener) granulär
- meist keine Beschwerden
- keine anderen Ossifikationsanomalien an den Epiphysen
- spontane Normalisierung über 3 und mehr Jahre
- Endzustand ist ein normaler oder nur minimal abgeflachter Hüftkopf

## Differentialdiagnostik
Abzugrenzen ist die Multiple epiphysäre Dysplasie und besonders der M. Perthes.
Hauptunterscheidungsmerkmale sind:
- Fehlende subchondrale Infraktionslinie sowie fehlende Kondensation wie für M. Perthes typisch
- Blander Verlauf mit Normalisierung im Verlauf. Allenfalls kann eine leichte Abflachung der Epiphyse verbleiben
- Keine klinischen Beschwerden, keine Bewegungseinschränkung
- Keine Reizungszeichen am Hüftgelenk, insbesondere kein Gelenkerguss

Wegweisend ist das Ausbleiben der stadienhaften Veränderungen im Röntgenbild bei fehlender klinischer Symptomatik.
Übergänge zum M. Perthes sind allerdings beschrieben, so dass Verlaufkontrollen bis zur Normalisierung sinnvoll sind.
Über die Ursache (Ätiologie) gibt es keine gesicherten Erkenntnisse.